# ك. م. شهاب الدين
ك.م. شهاب الدين (بالبنكالية: কে. এম. শিহাব উদ্দিন) (11 أبريل 1937 – 15 أبريل 2015) كان أول دبلوماسي بنغالي، ويُعرف بأنه انشق عن الخدمة الخارجية الباكستانية قبل تشكيل حكومة بنغلاديش المؤقتة.

## حياته المبكرة
وُلِد شهاب الدين في 11 أبريل 1937 في تشاندنايش، جانجام في الهند البريطانية آنذاك.

## حياته المهنية
انضم شهاب الدين إلى الخدمة المدنية الباكستانية عام 1966. عُيّن في المفوضية العليا الباكستانية في نيودلهي عام 1971 سكرتيرًا ثانيًا. مع بداية حرب تحرير بنغلاديش، استقال من الخدمة الخارجية الباكستانية في 6 أبريل 1971 وأعلن ولائه لبنغلاديش، مع زميله أمجد الحق. بعد استقلال بنغلاديش، شغل منصب سفير البلاد لدى الولايات المتحدة وفرنسا وإسبانيا وبولندا وكولومبيا والمكسيك وغواتيمالا والكويت. تقاعد من الخدمة الدبلوماسية عام 2001.
في عام 2006، نشرت دار النشر (University Press Limited) السيرة الذاتية لشهاب الدين، بعنوان "هناك والعودة مرة أخرى: حكاية دبلوماسي" (There and Back Again: A Diplomat's Tale).

## وفاته
توفي شهاب الدين في 15 أبريل 2015. وفي عام 2016، تم تكريمه بعد وفاته بجائزة يوم الاستقلال، وهي أعلى وسام مدني في بنغلاديش.